# Battiscopa

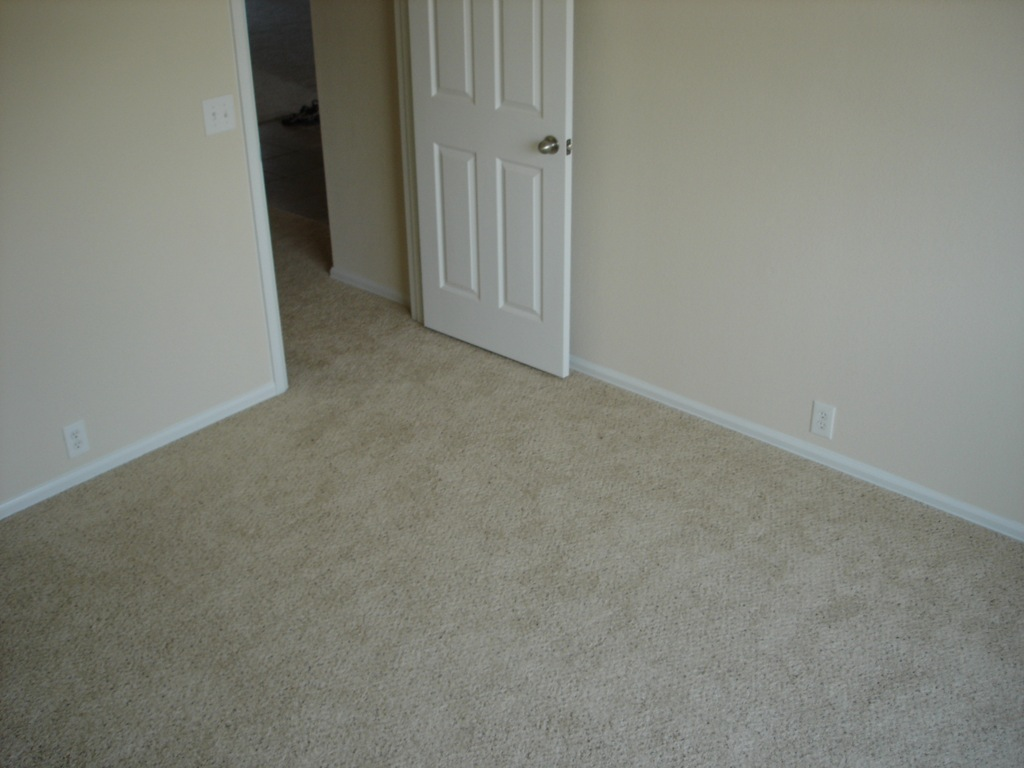
Battiscopa

In architettura, un battiscopa è un rivestimento a bordo con il lato superiore stondato che copre la parte inferiore di una parete interna della stanza, coprendo il giunto tra la superficie della parete e il pavimento, preservandolo dall'azione di pulizia (generalmente scopa o aspirapolvere).

## Funzione
Il battiscopa svolge importanti funzioni:
- giunzione, per coprire il bordo irregolare, che inevitabilmente si ha tra la giunzione della pavimentazione e il muro;
- protettiva, per proteggere la parete dai calci e dall'abrasione; inoltre impedisce ai mobili di andare a diretto contatto con il muro;
- decorativo, cioè come una decorazione complementare ai serramenti.

## Descrizione

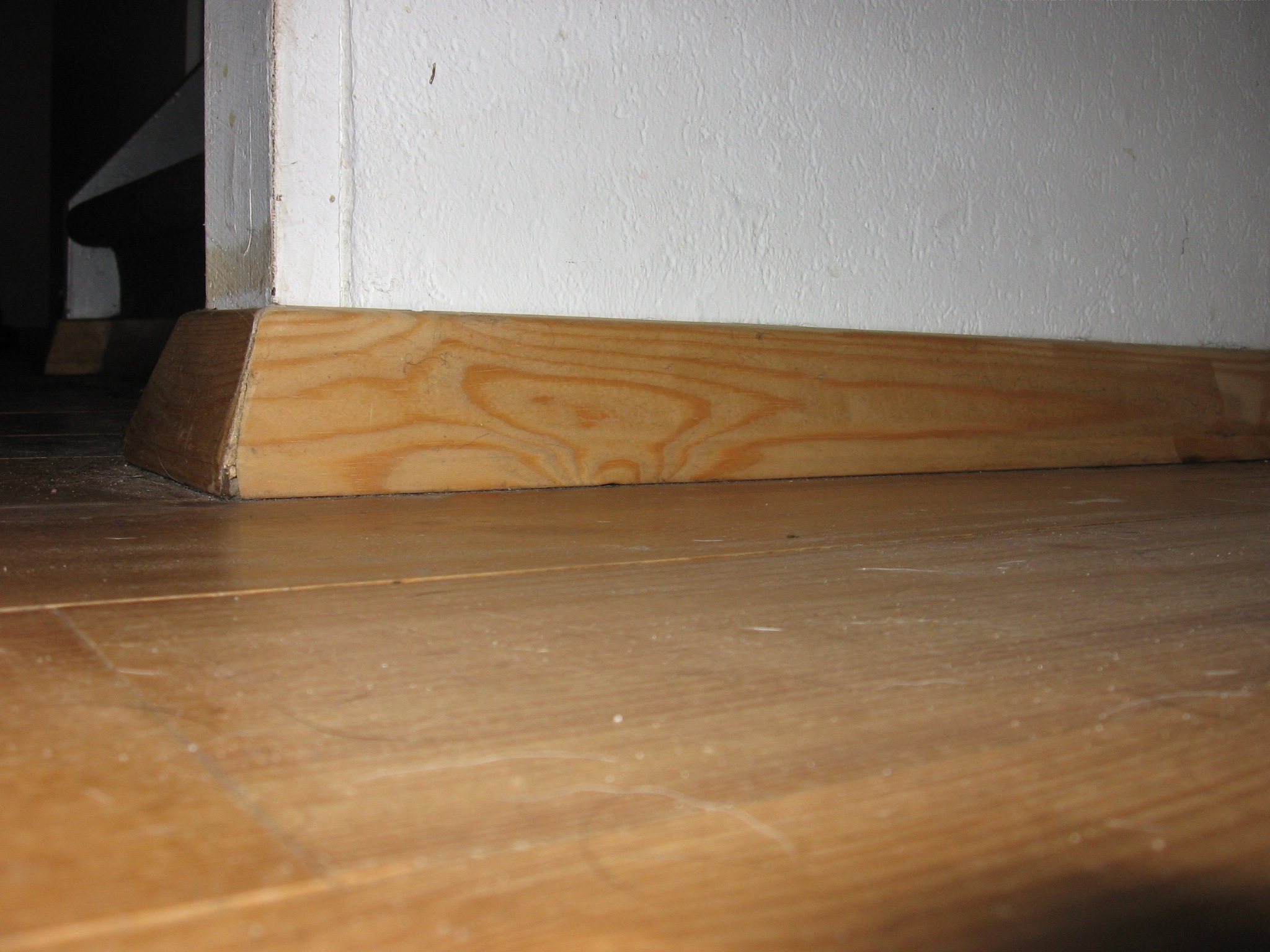
Battiscopa in legno

Il battiscopa è costituito da una tavola piatta e stondata sul lato superiore di altezza variabile, generalmente da cm 4 fino a cm 10.
Questa può essere fissata al muro in diversi modi:
- inchiodata, si utilizzano i chiodi da applicare o con la sparachiodi o con un martello;
- avvitata, soluzione poco comune, dove si usano delle viti che possono avvitarsi o direttamente al muro o ai tasselli;
- incollata, si utilizza una colla per fissare questo elemento.

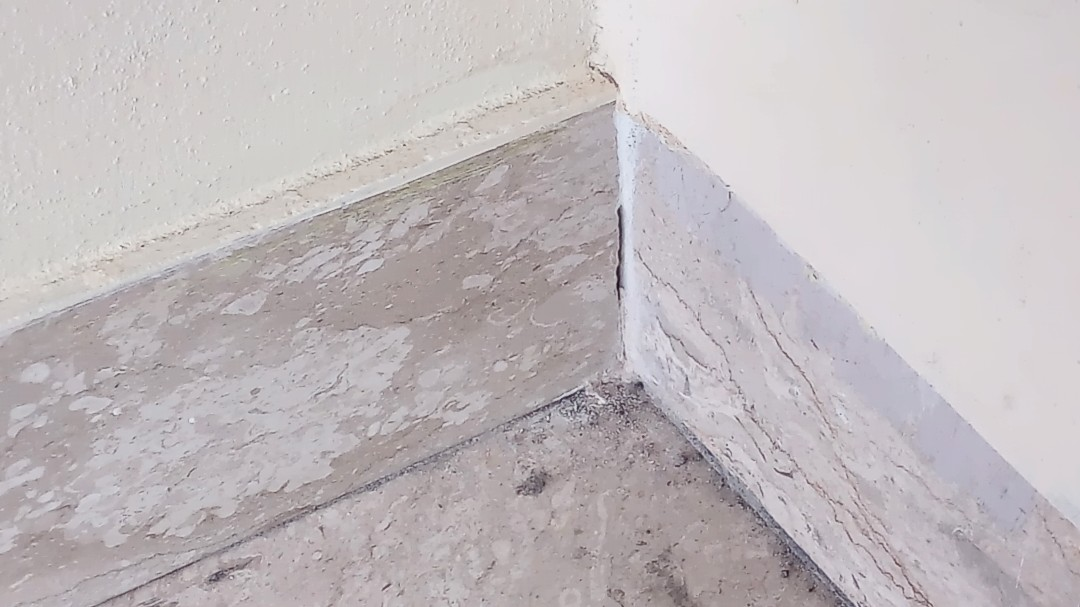
Confronto visivo tra un battiscopa sporgente (sinistra) e uno rasomuro (destra), entrambi in marmo.

Il battiscopa può inoltre essere accoppiato al muro in modi differenti:
- sporgente il battiscopa è applicato sopra al muro, evidenziando il suo spessore;
- rasomuro o filo muro il battiscopa non sporge rispetto al profilo del muro, risultando di fatto annegato nello stesso.

Può essere realizzata in vari materiali:
- marmo (roccia in generale), materiale dei modelli di maggiore pregio;
- ceramica, materiale usato per alcuni modelli di pregio;
- legno, materiale in cui venivano realizzati i primi modelli;
- plastica, materiale utilizzato a partire dal 3 millennio su alcuni modelli;
- metallo, generalmente in alluminio, utilizzato per alcuni ambienti moderni o industriali.